# José Afonso
José Manuel Cerqueira Afonso dos Santos (Aveiro, 2 de agosto de 1929 — Setúbal, 23 de fevereiro de 1987), foi um cantor e compositor português. É também conhecido pelo diminutivo familiar de Zeca Afonso, apesar de nunca ter utilizado este nome artístico. É o autor de Grândola, Vila Morena que foi utilizada pelo Movimento das Forças Armadas para confirmar que a Revolução do 25 de Abril estava em marcha.

## Biografia

### Vida pessoal e formação

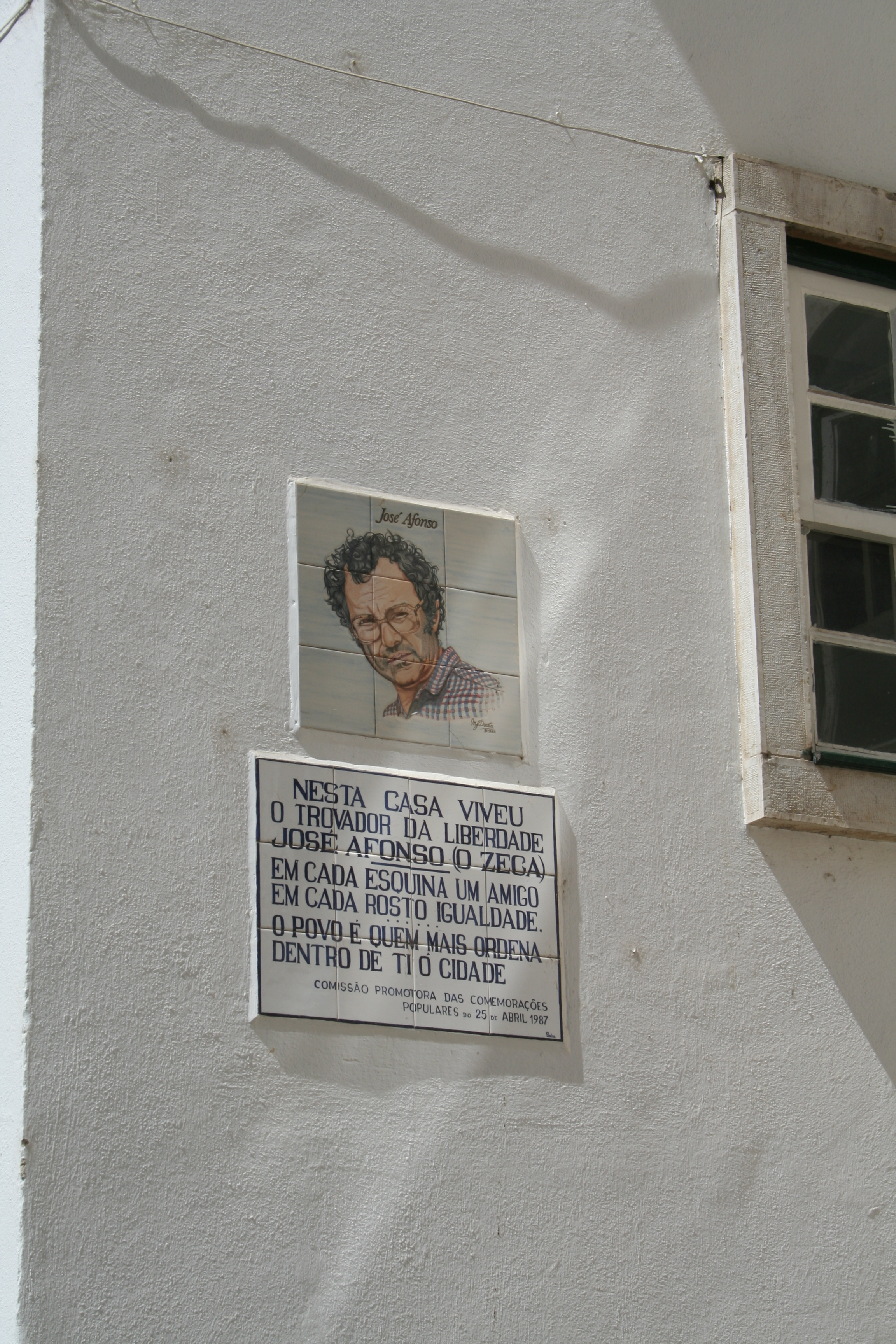
Azulejo em Coimbra: Nesta casa viveu o trovador da liberdade José Afonso, O Zeca.

José Afonso, que também ficou conhecido como Zeca Afonso, nasceu no dia 2 de Agosto de 1929, na freguesia da Glória no concelho de Aveiro. De uma família burguesa, era filho do juiz José Nepomuceno Afonso dos Santos, e da sua mulher, Maria das Dores Dantas Cerqueira, professora da instrução primária; ele beirão, natural do Fundão, ela minhota, de Ponte de Lima.
Viveu em Aveiro até aos três anos, numa casa do Largo das Cinco Bicas, com a tia Gé e o tio Chico, bem como com seu irmão João Cerqueira Afonso dos Santos (1927), futuro advogado, pai de dois dos seus sobrinhos (João Namora Afonso dos Santos, médico, e Mário Namora Afonso dos Santos, arquitecto). Precisamente, aos três anos de vida foi levado para Angola, onde o pai havia sido colocado como delegado do Procurador da República, em 1930, e onde nasceria, em Silva Porto, a sua irmã Maria Cerqueira Afonso dos Santos, mãe de seus sobrinhos, também músicos: João Afonso Lima e António Afonso Lima.
A relação física com a natureza causou-lhe uma profunda ligação ao continente africano, que se reflectirá pela sua vida fora. As trovoadas, as florestas e os grandes rios atravessados em jangadas escondiam-lhe a realidade colonial.
Em 1937 regressa a Aveiro, mas parte no mesmo ano para Moçambique, onde se reencontra com os pais e os irmãos em Lourenço Marques.
No ano seguinte, volta para Portugal, indo viver em Belmonte, com o tio Filomeno, que ocupava o cargo de presidente da Câmara. Completa a instrução primária nesta localidade, vivendo em pesado ambiente salazarista, em casa do tio, sendo forçado a envergar o traje da Mocidade Portuguesa.
Em 1939 os seus pais foram viver para Timor, onde seriam cativos dos ocupantes japoneses durante três anos, entre 1942 e 1945. Durante esse período, Zeca Afonso não teve notícias dos pais.
Frequentou o Liceu Nacional D. João III e a Faculdade de Letras de Coimbra, e integrou o Orfeon Académico de Coimbra e a Tuna Académica da Universidade de Coimbra; já nesta altura, se revelou um intérprete especialmente dotado na canção de Coimbra, tendo assimilado o ambiente de mudança que, naquela altura, se estava a começar a manifestar naquela localidade. Em 1948 completa o Curso Geral dos Liceus, após dois chumbos.
Conhece Maria Amália de Oliveira, uma costureira de origem humilde, com quem vem a casar em segredo, dada a oposição da família. Continua na vida associativa, fazendo viagens com o Orfeão Académico de Coimbra e com a Tuna Académica da Universidade de Coimbra, ao mesmo tempo que integra a equipa de futebol da Académica. Em 1949 inscreve-se no curso de Ciências Histórico-Filosóficas, na Faculdade de Letras da Universidade de Coimbra. Volta a Angola e Moçambique, integrado numa comitiva do Orfeon Académico de Coimbra.

### Carreira profissional, artística e política

#### Do início da carreira docente até à Década de 1960
Em Janeiro de 1953 nasce-lhe o primeiro filho, José Manuel. Para sustentar a sua família, Zeca Afonso dá explicações e faz revisão de textos no Diário de Coimbra. Pela mesma altura grava o seu primeiro disco, Fados de Coimbra. Tem grandes dificuldades económicas, como refere em carta enviada aos pais em Moçambique. Ainda antes de terminar o curso, é-lhe permitido leccionar no Ensino Técnico.
Cumpriu, de 1953 a 1955, em Mafra e Coimbra, o Serviço Militar Obrigatório; pouco depois, começa a lecionar, passando, sucessivamente, por Mangualde, Alcobaça, Aljustrel, Lagos, e Faro. Iniciou as suas funções como professor em Lagos no dia 29 de Outubro de 1957, na Escola Comercial e Industrial Vitorino Damásio.
Em 1956 é colocado em Aljustrel e divorcia-se de Maria Amália. Em 1958 envia os filhos para Moçambique, que ficam ao cuidado dos avós. Entre 1958 e 1959 é professor de Francês e de História, na Escola Comercial e Industrial de Alcobaça.
Apesar das exigências da sua profissão, não esqueceu as suas ligações a Coimbra, onde gravou o seu primeiro disco, em 1958. Foi influenciado pelas correntes de mudança que se faziam sentir naquela localidade, e pelo convívio com figuras como António Portugal, Flávio Rodrigues da Silva, Manuel Alegre, Louzâ Henriques, e Adriano Correia de Oliveira, que marcou especialmente a sua obra Coimbra.

#### Do período de intervenção social até à expulsão do ensino
Participa, frequentemente em festas populares e canta em colectividades, lançando, em 1960, o seu quarto disco, Balada do Outono. Em 1962 segue atentamente a crise académica de Lisboa, convive, em Faro, com Luiza Neto Jorge, António Barahona, António Ramos Rosa e Vítor Silva. Começa a namorar com Zélia, natural da Fuzeta, com quem virá a casar.
Segue-se uma nova digressão em Angola, com a Tuna Académica da Universidade de Coimbra, no mesmo ano em que vê editado o álbum Coimbra Orfeon of Portugal. Nesse disco José Afonso rompe com o acompanhamento das guitarras de Coimbra, fazendo-se acompanhar, nas canções Minha Mãe e Balada Aleixo, pelas violas de José Niza e Durval Moreirinhas (1937–2017).
Segue-se um período de 6 anos, 1962 a 1968 em que Zeca inicia o seu período musicalmente mais rico, criando as primeiras músicas de intervenção. É nesse período que conhece o seu amigo e guitarrista Rui Pato, um jovem estudante de Medicina, com quem grava 49 temas e percorre todo o país em dezenas de espectáculos em colectividades operárias, associações de estudantes, cineclubes, por toda a parte onde era chamado para utilizar a sua canção como arma contra a ditadura salazarista. Durante esse período, sempre delegou o acompanhamento e os arranjos das suas músicas a Rui Pato.
Em 1963 termina a licenciatura em Ciências Histórico-Filosóficas, com uma tese sobre Jean-Paul Sartre, intitulada Implicações substancialistas na filosofia sartriana.
No mesmo ano são editados os primeiros temas de carácter vincadamente político, Os Vampiros e Menino do Bairro Negro — o primeiro contra a opressão do capitalismo, o segundo, inspirado na miséria do Bairro do Barredo, no Porto — integravam o disco Baladas de Coimbra, que viria a ser proibido pela Censura. Os Vampiros, juntamente com Trova do Vento que Passa (um poema de Manuel Alegre, musicado por António Portugal e cantado por Adriano Correia de Oliveira) viriam a tornar-se símbolos de resistência antiSalazarista da época.
Realiza digressões pela Suíça, Alemanha e Suécia, integrado num grupo de fados e guitarras, na companhia de Adriano Correia de Oliveira, José Niza, Jorge Godinho, Durval Moreirinhas e ainda da fadista lisboeta Esmeralda Amoedo.
Em Maio de 1964 José Afonso actua na Sociedade Musical Fraternidade Operária Grandolense, onde se inspira para fazer a canção Grândola, Vila Morena. A música viria a ser a senha do Movimento das Forças Armadas no golpe de 25 de Abril de 1974, permanecendo como uma das músicas mais significativas do período revolucionário. Ainda naquele ano são lançados os álbuns Cantares de José Afonso e Baladas e Canções.
Ainda em 1964, José Afonso estabelece-se em Lourenço Marques, com Zélia, reencontrando os filhos do anterior casamento. Entre 1965 e 1967 é professor no Liceu Pêro de Anaia, na cidade da Beira, e em Lourenço Marques. Colabora com um grupo de teatro local, musicando uma peça de Bertolt Brecht, A Excepção e a Regra. Manifesta-se contra o colonialismo, o que lhe causa problemas com a PIDE, a polícia política do Estado Novo. Em Moçambique nasce a sua filha Joana, em 1965.
Residiu, entre 1964 e 1967, em Moçambique, acompanhado pelos dois filhos e pela sua companheira, Zélia, tendo ensinado na Beira, e em Lourenço Marques. Nesta altura, começa a sua carreira política, em defesa dos ideais de independência, o que lhe valeu a atenção dos agentes do governo colonial.

#### Intervenção política até à Revolução de 25 de Abril

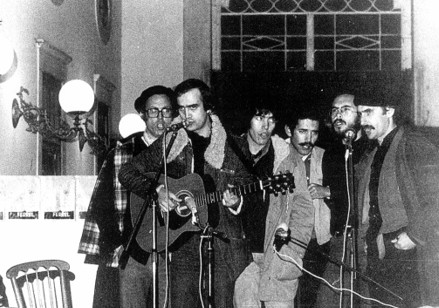
José Afonso (primeiro da esquerda) ao lado de Fausto Bordalo Dias, Sérgio Godinho, Vitorino e outros em 1979.

Quando regressa a Portugal, em 1967, é colocado como professor em Setúbal; no entanto, fica a leccionar pouco tempo, pois acaba por ser expulso do ensino oficial, depois de um período de doença. Para sobreviver, começa a dar explicações. A partir desse ano, torna-se definitivamente um símbolo da resistência democrática. Mantém contactos com a Liga de Unidade e Acção Revolucionária e o Partido Comunista Português, ainda que se mantenha independente de partidos, é preso pela PIDE.
Continua a cantar e participa no I Encontro da Chanson Portugaise de Combat, em Paris, em 1969. Grava também Cantares do Andarilho, recebendo o prémio da Casa da Imprensa pelo Melhor Disco do Ano, e o prémio da Melhor Interpretação. Para que o seu nome não seja censurado, Zeca Afonso passa a ser tratado nos jornais pelo anagrama Esoj Osnofa.
Em 1971 edita Cantigas do Maio, no qual surge Grândola, Vila Morena, que acaba por interpretar pela primeira vez num concerto celebrado a 10 de Maio de 1972 na residência universitária Burgo das Nações, hoje Auditório da Galiza, em Santiago de Compostela. Zeca participa em vários festivais, sendo também publicado um livro sobre ele e lança o LP Eu vou ser como a toupeira. Em 1973 canta no III Congresso da Oposição Democrática e grava o álbum Venham mais Cinco. Ao mesmo tempo, começa a dedicar-se ao canto, e apoia várias instituições populares, enquanto que continua a sua carreira política na Liga de Unidade e Acção Revolucionária.
Entre Abril e Maio de 1973 esteve detido no Forte–prisão de Caxias pela PIDE/DGS.

#### Período após a Revolução de 25 de Abril
Após a Revolução de 25 de Abril de 1974, acentua a sua defesa da liberdade, tendo realizado várias sessões de apoio a diversos movimentos, em Portugal e no estrangeiro; retoma, igualmente, a sua função de professor. Continuou a cantar, gravando o LP Coro dos Tribunais, ao mesmo tempo que se envolve em numerosas sessões do Canto Livre Perseguido, bem como nas campanhas de alfabetização do MFA. A sua intervenção política não para, tornando-se um admirador do período do PREC. Em 1976 declara o seu apoio à campanha presidencial de Otelo Saraiva de Carvalho. Nesse ano, foi ainda candidato autárquico, em Setúbal, pelos Grupos Dinamizadores de Unidade Popular (GDUP's), junto com Acácio Barreiros, tendo sido eleito membro da Assembleia Municipal de Setúbal por um mandato de 4 anos.
Os seus últimos espectáculos terão lugar nos coliseus de Lisboa e do Porto, em 1983, numa fase avançada da sua doença (esclerose lateral amiotrófica). No final desse mesmo ano é-lhe atribuída a Ordem da Liberdade por Ramalho Eanes, mas o cantor recusa a distinção.
Em 1985, é editado o seu último álbum de originais, Galinhas do Mato, no qual, devido ao estado da doença, Zeca não consegue interpretar todas as músicas previstas. O álbum acaba por ser completado por José Mário Branco, Sérgio Godinho, Júlio Pereira, Né Ladeiras, Helena Vieira, Fausto e Luís Represas, entre outros. Em 1986 apoia a candidatura de Maria de Lourdes Pintasilgo a Presidente da República.
José Afonso viveu os seus últimos anos de vida em Vila Nogueira de Azeitão, perto de Setúbal, com a sua companheira Zélia.
Faleceu em 23 de fevereiro de 1987, no Hospital de São Bernardo, em Setúbal, às três horas da madrugada, vítima de esclerose lateral amiotrófica. Os seus restos mortais descansam no cemitério setubalense de Nossa Senhora da Piedade.
O seu funeral, em Setúbal, foi um evento massivo, onde saíram à rua perto de vinte mil pessoas para prestar tributo póstumo a essa grande figura da música portuguesa.

## Prémios e homenagens
Foi laureado pela Casa da Imprensa, como o melhor compositor e intérprete de música ligeira, nos anos de 1969, 1970 e 1971.

Foi, igualmente, homenageado pela Câmara Municipal de Lagos, que colocou o seu nome numa rua da freguesia de Santa Maria.

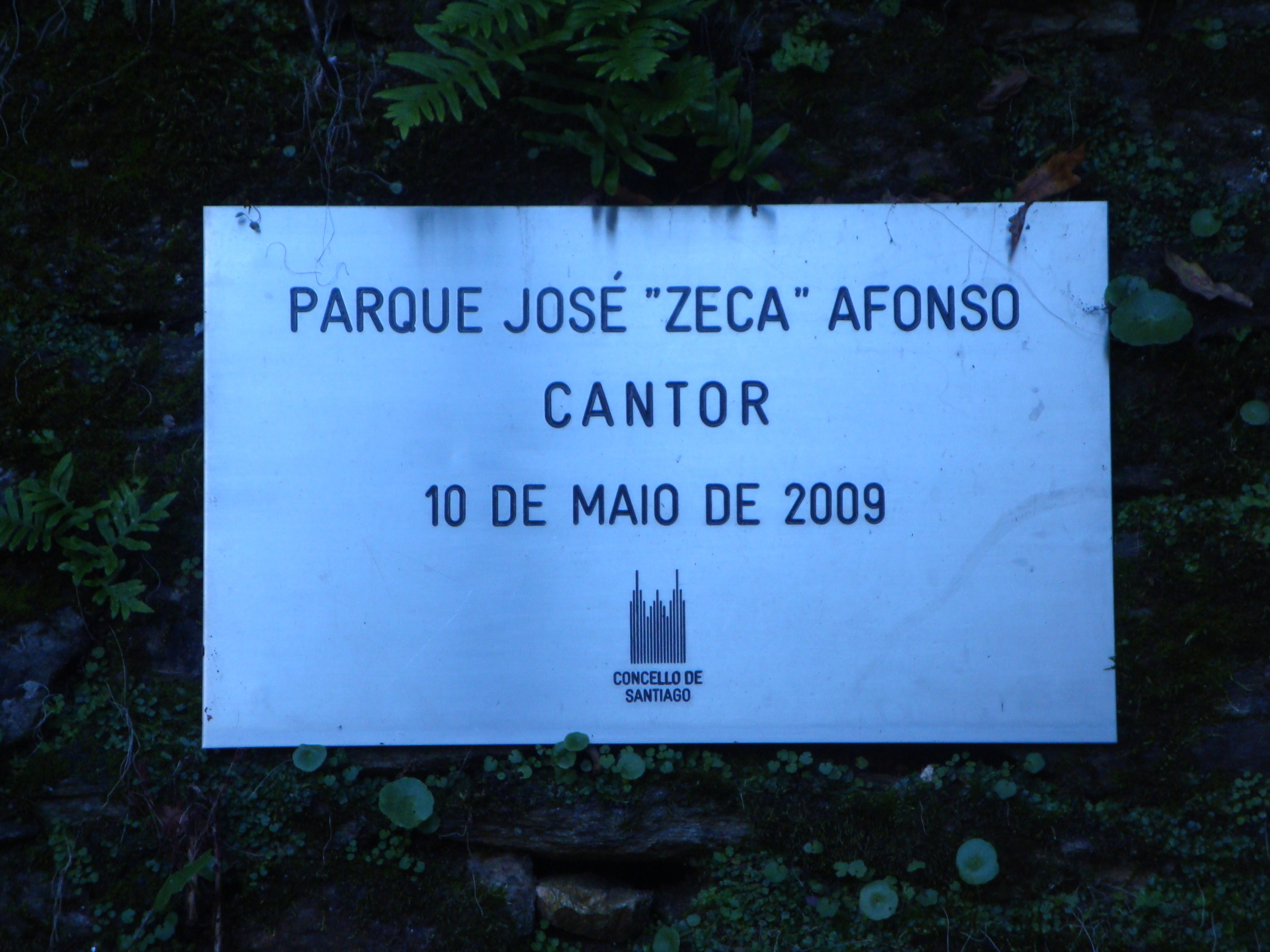
Parque José Afonso em Santiago de Compostela

Outros municípios portugueses também o inscreveram na sua toponímia, nomeadamente: Porto, Alcácer do Sal, Alcochete, Grândola, Pinhal Novo, Sines, Santo Tirso, Belmonte e muitos outros.
No município da Moita, o agrupamento escolar da freguesia de Alhos Vedros recebeu o seu nome. Também em Loures o Agrupamento de Escolas nº 2 recebeu o seu nome em 2016.
Em 2007, foi homenageado na IX Grande Noite do Fado Académico, na Casa da Música (Porto), numa organização do Grupo de Fados do ISEP e da Associação de Estudantes do ISEP (Instituto Superior de Engenharia do Porto).
Em Abril do mesmo ano, foi organizada uma gala de homenagem ao cantor, intitulada "Sempre Abril Sempre", no Palácio de Congressos de Pontevedra, na Galiza, nação com a qual Zeca Afonso sempre manteve uma estreita ligação. Esta gala foi transmitida a 25 de Abril de 2007 pelas televisões públicas da Galiza (TVG) e de Portugal (RTP).
Em 10 de maio de 2009 foi inaugurado um parque com o seu nome em frente ao Auditório da Galiza, em Santiago de Compostela, cidade onde em 1972 Zeca Afonso cantou pela primeira vez o tema "Grândola, Vila Morena" em público.
Em 2011, pela primeira vez, uma Filarmónica dedicou totalmente um concerto de homenagem a José Afonso. A Filarmónica Idanhense, acompanhada por Janita Salomé, homenageou José Afonso com o concerto “Canções de Abril”. O concerto teve o apoio da AJA — Associação José Afonso, e nos anos seguintes apresentou-se em vários palcos do país.

## Legado
Oriundo do fado de Coimbra, foi uma figura central do movimento de renovação da música portuguesa que se desenvolveu na década de 1960 do século XX e se prolongou na década de 70, sendo dele originárias as famosas canções de intervenção, de conteúdo de esquerda, contra o Regime. Zeca Afonso ficou indelevelmente associado ao derrube do Estado Novo, regime de ditadura Salazarista vigente em Portugal entre 1933 e 1974, uma vez que uma das suas composições, "Grândola, Vila Morena", foi utilizada como senha pelo Movimento das Forças Armadas (MFA), comandados pelos Capitães de Abril, que instaurou a democracia, em 25 de Abril de 1974.
Em 1994 seria editado Filhos da Madrugada cantam José Afonso, um CD duplo em homenagem a Zeca Afonso. No final de Junho seguinte, muitas das bandas portuguesas que integraram o projecto, participaram num concerto que teve lugar no então Estádio José Alvalade.
Em 24 de Abril de 1994 a CeDeCe estreia no Teatro São Luiz o bailado Dançar Zeca Afonso, com música de Zeca Afonso e coreografia de António Rodrigues, uma encomenda do Município, a propósito da Capital Europeia da Cultura.
Muitas das suas canções continuam a ser gravadas por numerosos artistas portugueses e estrangeiros. Calcula-se que existam actualmente mais de 300 versões de canções suas gravadas por mais de uma centena de intérpretes, o que faz de Zeca Afonso um dos compositores portugueses mais divulgados a nível mundial. O seu trabalho é reconhecido e apreciado pelo país inteiro e Zeca Afonso, com a sua incidência política que as suas canções ganharam, representa indiscutivelmente, uma parte muito importante da cultura poética portuguesa.
Colaborou na revista Arte Opinião (1978–1982).

## Discografia
Entre a sua discografia destacam-se:

#### Álbuns de estúdio
- 1964 — Baladas e canções[48]
- 1968 — Cantares de andarilho[49]
- 1969 — Contos velhos rumos novos
- 1970 — Traz outro amigo também[49]
- 1971 — Cantigas do Maio[45]
- 1972 — Eu vou ser como a toupeira[50]
- 1973 — Venham mais cinco[51]
- 1975 — Coro dos tribunais[52]
- 1976 — Com as minhas tamanquinhas[53]
- 1978 — Enquanto há força[54]
- 1979 — Fura fura[55]
- 1981 — Fados de Coimbra e Outras Canções[56]
- 1983 — Como se fora seu filho[57]
- 1985 — Galinhas do mato[58]

#### Álbuns ao Vivo
- 1982 — José Afonso in Hamburg[59]
- 1983 — Ao vivo no Coliseu (álbum duplo)[60]